# Minamoto no Hikaru
Minamoto no Hikaru (源光, também conhecido como Nishisanjō Udaijin, 845 - 913), foi um nobre do Período Heian da história do Japão.
Hikaru foi um dos filhos do Imperador Nimmyo pertencendo portanto ao Ramo Nimmyo do Clã Minamoto (Genji Nimmyo).

## Carreira
Hikaru serviu os seguintes imperadores: Seiwa (861 - 876), Yozei (876 - 884), Koko (884 - 887), Uda (887 - 897) e Daigo (897 - 913).
Hikaru entrou para a Corte no reinado de seu meio-irmão Imperador Seiwa em 861 servindo no Kurōdodokoro. Em 870 foi nomeado Mimasaka no Kami (Governador da Província de Mimasaka).
Em 876 no reinado do Imperador Yozei Hikaru é nomeado Comandante do Hyoefu (Guarda Samurai). Em 881 nomeado Sagami Gonmori (Governador Provisório da Província de Sagami) e em 882 Sanuki Gonmori (Governador Provisório da Província de Sanuki).
Em 884 com a ascensão Imperador Koko Hikaru  foi promovido a Sangi, em 888 voltou a ocupar o cargo de Sagami Gonmori.
Em 891 durante o reinado do  Imperador Uda foi nomeado Chūnagon, em 897 promovido a Gondainagon (Dainagon provisório).
Em 899 no reinado do Imperador Daigo Hikaru foi nomeado Dainagon e em 901 foi promovido a Udaijin em substituição a Sugawara no Michizane que fora rebaixado para Shitōkan (Vice-rei de Dazaifu). Em 909 Hikaru  foi promovido a Sadaijin, após a morte de Tokihira cargo que ocupou até seu falecimento em 913.
| Precedido por Fujiwara no Tokihira  | 22º Sadaijin (909 - 913) | Sucedido por Fujiwara no Tadahira |
| Precedido por Sugawara no Michizane | 38º Udaijin (901 - 909)  | Sucedido por Fujiwara no Tadahira |
| Precedido por Fujiwara no Tokihira  | 72º Dainagon (899 - 901) | Sucedido por Fujiwara no Sadakuni |